# Obrazovanje na daljinu
Obrazovanje na daljinu ili učenje na daljinu područje je obrazovanja koje se fokusira na metode i tehnologiju učenja s ciljem prenošenja znanja kroz njih, obično individualno, učenicima koji nisu fizički prisutni u blizini učitelja ili u tradicionalnim obrazovnim institucijama, kao što su škola ili učionica. Opisuje se kao "proces koji omogućuje pristup učenju čak i kada su izvor informacija i učenik odvojeni u prostoru, vremenu ili oboje". Tečajevi učenja na daljinu koji zahtijevaju fizičku prisutnost u nastavi (kao što je završni ispit) nazivaju se hibridni ili kombinirani.
Učenje na daljinu ili obrazovanje na daljinu pojmovi su koji se u pojedinim zemljama različito definiraju. Obrazovanje na daljinu je poseban način nastavnog procesa u kojem su nastavnik i učenik fizički udaljeni. Suvremene informatičke tehnologije upotpunjuju naziv „obrazovanje na daljinu“, jer uključuje njihovo korištenje od strane nastavnika i učenika. Učenje se odvija putem audio, video i računalnih tehnologija. Informacijska tehnologija uključuje računalni hardver-softver, komunikacijske mreže za elektroničku razmjenu između fizički udaljenih računala, uređaje, adaptere koji pretvaraju informacije (tekst, sliku, zvuk, film) u digitalni oblik.
Informacijska tehnologija podupire obrazovni proces u prikupljanju, prijenosu, obradi i pohrani podataka. Korištenje interneta je nužno za cjelokupni proces obrazovanja na daljinu. Postoji mogućnost pohađanja osnovne škole, srednje škole, fakulteta, kao i tečajeva na daljinu. Za takvo obrazovanje maloljetni učenici trebaju dopuštenje roditelja. Susret studenata i nastavnika odvija se samo na završnom kolokviju/ispitu. Do tada je njihova komunikacija dvosmjerna, koja može biti asinkrona i sinkrona. Asinkrono učenje provodi se tako da učenik može samostalno birati sadržaje i poveznice na druge dokumente prema vlastitim interesima te koristiti grupe za raspravu ili e-mail za interakciju s nastavnikom. Prednost ovakvog učenja je mogućnost proučavanja sadržaja u bilo koje vrijeme i s bilo kojeg mjesta, a nedostatak je dobivanje povratne informacije u odgođenom vremenu.